# Миникар

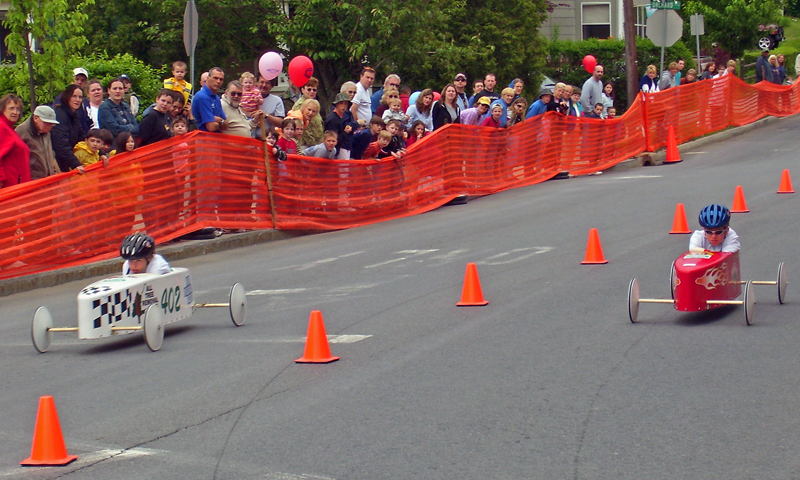
Гонки на миникарах

Миника́р — одно из русских названий безмоторного гоночного автомобиля. Будучи спущенным с горы, миникар развивает скорость до 50 км/ч.
Конструирование миникара — хорошая проверка технических навыков детей. Гонки на миникарах были популярны на Западе в 1930-е — 1960-е годы. Сейчас они выходят из моды, так как машины всё чаще делаются под заказ профессиональными механиками.

## Названия

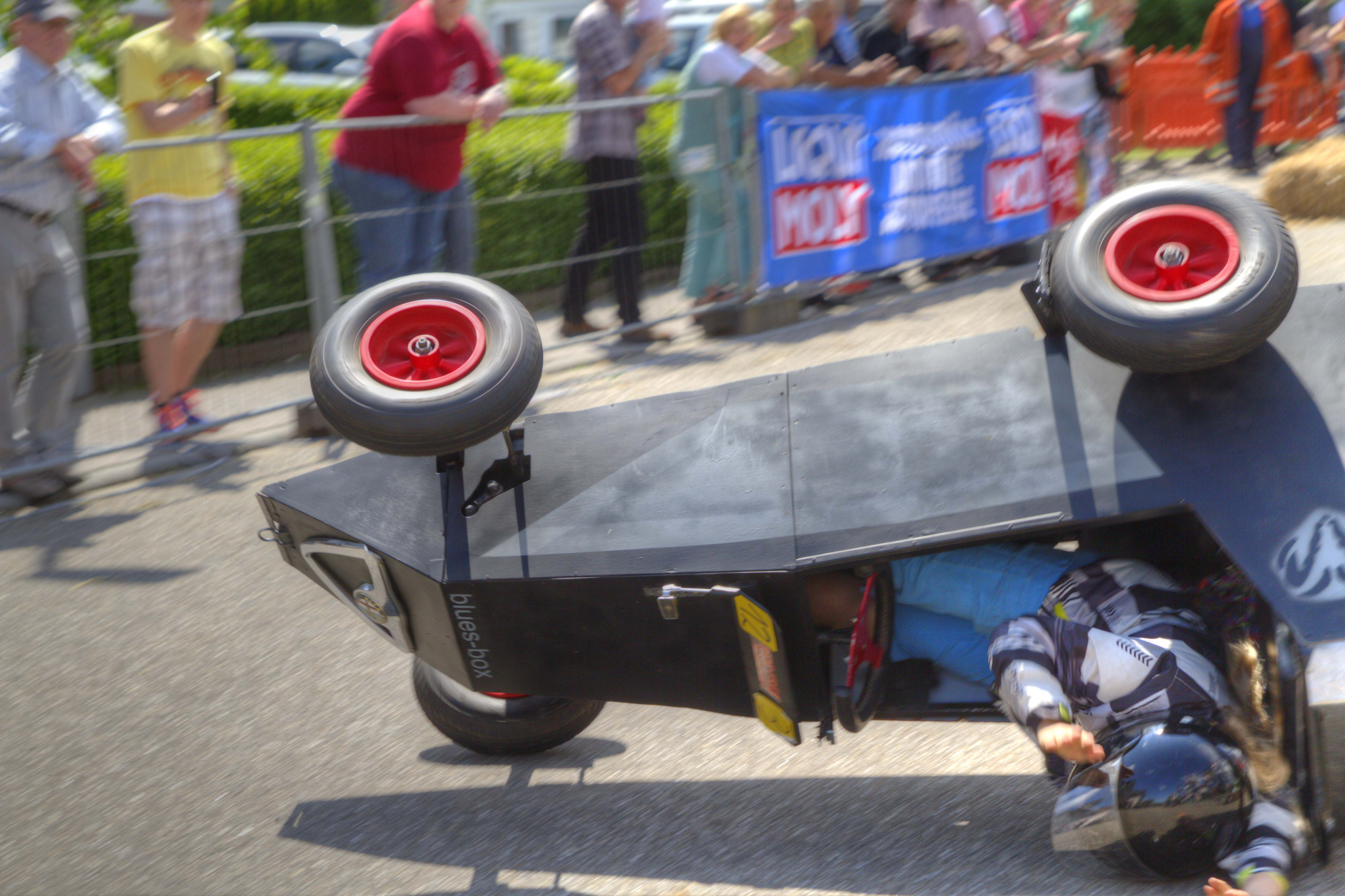
Gravity wins!

Гонки на миникарах, как правило, проводятся ради развлечения, а не как международный спорт. Поэтому даже названия безмоторной гоночной машины отличаются от места к месту. В английском языке такие машины называются soapbox car, billy kart и т. д. Название soapbox происходит от американской традиции делать миникар из деревянного ящика и подвесок от роликовых коньков.
Русское «миникар» произошло от чешского minikára. Также употребляются слова «тачка» и «самокат». Компания Red Bull GmbH провела гонки на миникарах под названием «Ралли на тарантасах».

## Технические ограничения
Обычно на гонках на миникарах устанавливают такие ограничения:
- Миникар должен быть сделан собственноручно водителем и/или его близкими.
- Миникар должен иметь как минимум 4 колеса.
- Миникар не должен иметь ничего, напоминающего двигатель. В частности, в 1973 году досмотр машины чемпиона американского Soapbox Derby выявил электромагнит в носу миникара, который притягивался к стартовому механизму (чтобы это не повторялось, механизм стали делать из алюминия).
- Должны иметься тормоза (хотя бы простейшего вида — колодка прижимается к шине), водитель должен быть в шлеме.
- Иногда устанавливают ограничения на цену входящих в миникар материалов.
- Разгонщики на старте могут толкать машину, пока им хватает сил и скорости бега.

Бывают и более интересные ограничения — так, традиционный бразильский миникар должен быть без шин, на голых подшипниках. В Португалии соревнуются на миникарах, сделанных полностью из дерева, без подшипников.

## История миникарного спорта
Катание с горок на импровизированных «автомобилях» появилось вместе с гонками на автомобилях настоящих: первая задокументированная гонка прошла в Германии в 1904 году. В 1914 году вышел фильм «Детские автомобильные гонки» о гонках на миникарах, это первый фильм, где Чарли Чаплин появился в своём знаменитом образе.
В 1933 году Майрон Скотт, фотограф небольшой американской газеты Dayton Daily News, заснял ребят, соревнующихся на простейших тележках в скорости спуска с горы. На следующий год он убедил муниципалитеты окрестных городов провести Soapbox Derby (картинга не существовало до 1960-х годов).
Soapbox Derby получило широкую огласку в 1935 году, когда потерявший управление кар сбил с ног комментатора NBC (последний получил сотрясение мозга). Расцвет миникарного спорта пришёлся на 1950—1960-е годы — Soapbox Derby транслировало телевидение, на нём появлялись кинозвёзды.

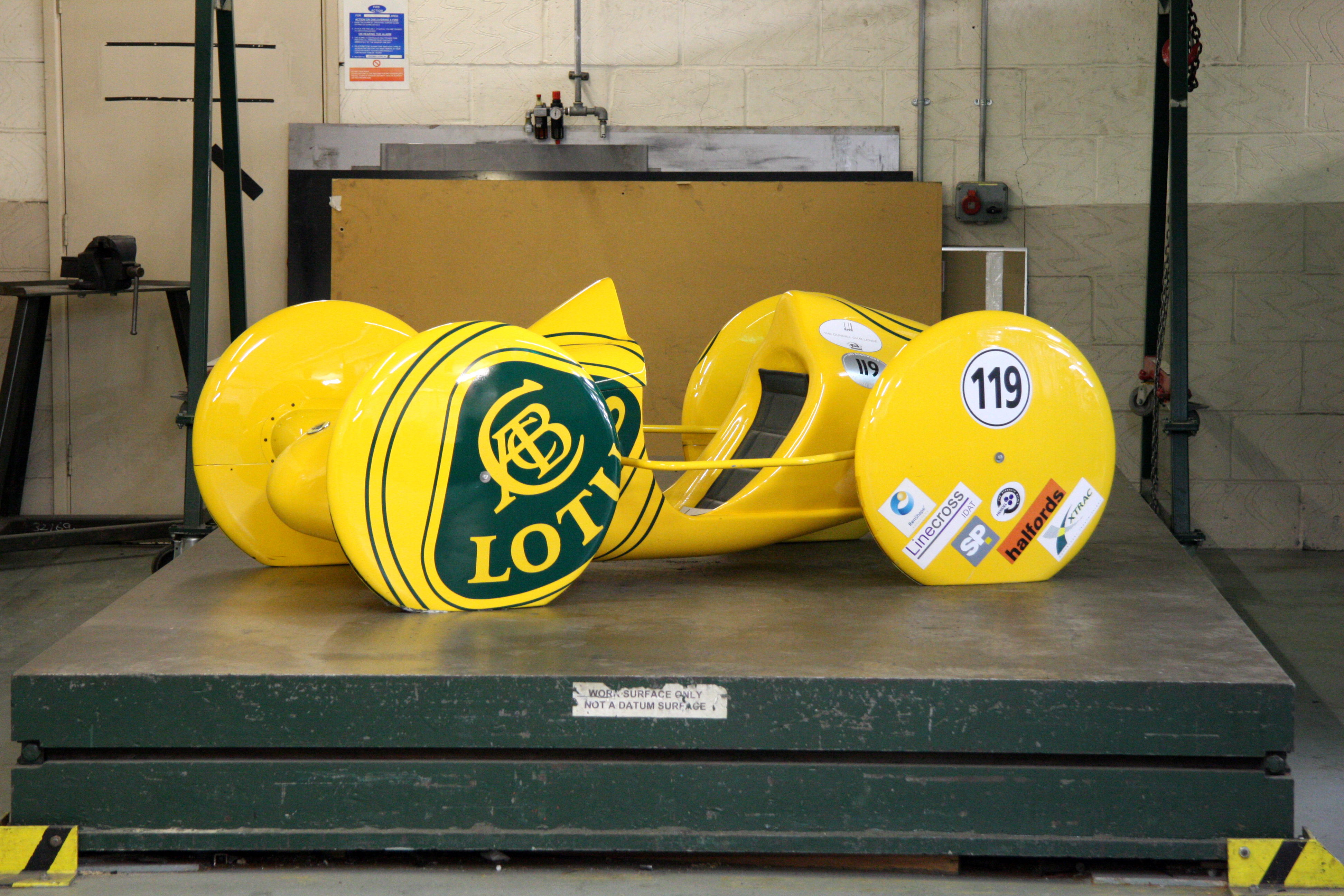
Lotus 119 — рекордный миникар

Гонки на миникарах проводились и в других гористых странах, где не проблема найти затяжной спуск — Великобритания, Германия, Индонезия. В конце 1980-х годов миникарный спорт пришёл и в СССР из Чехословакии, но популярности не получил.
Red Bull с 2000 года провёл более сотни гонок на «тарантасах», в том числе в Москве, Киеве, Алма-Ате и Баку. Призами были поездки на автогонки, экскурсии в гоночные мастерские «Ред булла». Юбилейная сотая гонка прошла в 2015 году в Аммане (Иордания). Соревнования проводятся среди взрослых, и задача — не столько приехать первым, сколько устроить красочное шоу: перед стартом разгонщики в карнавальных костюмах разыгрывают небольшую сценку. В киевской гонке Анатолий Вассерман оценивал техническое совершенство «болидов». Всё это тоже входит в оценку, наряду с временем прохождения склона. Дополнительные очки даются за прохождение собранного из досок бэнкинга.
Самым быстрым миникаром считается Lotus 119, представленный в 2002 году. Спущенный с 45-градусного склона, он показал скорость в 320 км/ч.